# Герб Сокальського району
Герб Сокальського району — офіційний символ Сокальського району, затверджений 16 серпня 2002 р. рішенням сесії районної ради. 
Автор герба  — А. Гречило.

## Опис
На синьому полі золотий сокіл з розгорнутими крилами стоїть на золотій короні. Щит увінчано золотою територіальною короною. Щитотримачі: два срібні грифони із золотими дзьобами та червоними язиками. На синій девізній стрічці золотий напис "Сокальський район".